# Uładzimir Kazłou
Uładzimir Kazłou (ur. 20 kwietnia 1985) – białoruski lekkoatleta specjalizujący się w rzucie oszczepem.
W czasie konkursu olimpijskiego w Pekinie (2008) uzyskał rezultat 82,06 m i zajął ósme miejsce. W 2009 roku zajął 5. miejsce w uniwersjadzie oraz odpadł w eliminacjach podczas mistrzostw świata. Medalista mistrzostw Białorusi i reprezentant kraju. Rekord życiowy: 82,86 (6 lipca 2012, Grodno).

## Osiągnięcia
| Rok  | Impreza                                 | Miejsce    | Pozycja           | Wynik |
| ---- | --------------------------------------- | ---------- | ----------------- | ----- |
| 2005 | Młodzieżowe mistrzostwa Europy          | Erfurt     | 7. miejsce        | 72,81 |
| 2008 | Zimowy puchar Europy w rzutach          | Split      | 4. miejsce        | 76,34 |
| 2008 | I liga pucharu Europy                   | Leiria     | 2. miejsce        | 79,14 |
| 2008 | Igrzyska olimpijskie                    | Pekin      | 8. miejsce        | 82,06 |
| 2009 | Uniwersjada                             | Belgrad    | 5. miejsce        | 78,29 |
| 2009 | Mistrzostwa świata                      | Berlin     | el. – 29. miejsce | 75,38 |
| 2010 | Superliga drużynowych mistrzostw Europy | Bergen     | 6. miejsce        | 77,15 |
| 2010 | Mistrzostwa Europy                      | Barcelona  | el. – 14. miejsce | 76,29 |
| 2012 | Igrzyska olimpijskie                    | Londyn     | el. – 15. miejsce | 80,06 |
| 2013 | Superliga drużynowych mistrzostw Europy | Gateshead  | 6. miejsce        | 77,44 |
| 2013 | Mistrzostwa świata                      | Moskwa     | el. – 31. miejsce | 72,66 |
| 2015 | Superliga drużynowych mistrzostw Europy | Czeboksary | 6. miejsce        | 76,26 |
| 2016 | Puchar Europy w rzutach                 | Arad       | 1. miejsce        | 79,34 |